# Kjell Landsberg
Kjell Landsberg (* 3. November 1980 in Bad Oldesloe) ist ein ehemaliger deutscher Handballspieler, der mehrere Spielzeiten in der Handball-Bundesliga spielte. Seine Spielposition war im Angriff am Kreis, in der Abwehr galt er als harter Verteidiger und Abwehrchef.

## Karriere
Kjell Landsberg begann in der Jugend beim TSV Ratekau. Im Alter von 16 Jahren wechselte er zum VfL Bad Schwartau. Dort bekam er nach einiger Zeit Spielanteile in der ersten Mannschaft. Mit der Lizenzübernahme der Bad Schwartauer durch den HSV Hamburg wechselte Landsberg in die Hansestadt. Dort blieb er bis 2004. Anschließend unterschrieb er einen Vertrag beim TSV Dormagen. Dort blieb er bis zum November 2009, als er zu Frisch Auf Göppingen wechselte. Ab der Saison 2010/11 bis zu seinem Karriereende 2014 spielte Landsberg für den SC Magdeburg. Im Dezember 2015 schloss sich Landsberg dem Fünftligisten HSG Ostsee N/G an, mit dem er am Saisonende 2015/16 in die Oberliga aufstieg. Nach der Saison 2016/17 wechselte Landsberg in den Trainerstab der HSG Ostsee N/G und wurde Co-Trainer. Dieses Amt übte er bis März 2019 aus.
Landsberg, Familienstand verheiratet, studierte an der Fernuniversität in Hagen Betriebswirtschaftslehre. Das Studium schloss er als Diplom-Kaufmann ab.

## Erfolge
- DHB-Pokal-Sieger 2001 mit dem VfL Bad Schwartau
- DHB-Pokalfinalist 2004 mit dem HSV Hamburg